# 欧陆日耳曼神话
大陆日耳曼神话是一支在歐洲大陸上發展出來的日耳曼神話的分支，大約於 6 至 8 世纪（日耳曼基督教化时期）之前日耳曼人所占领的中欧地区發展。一些神话的痕迹存在于传说和中世纪的中高地德语史诗中。这些故事的回声，在很大程度上去除了神圣元素，可能会出现在整个欧洲民间传说和欧洲童话故事中。

## 部落
以下部落的神话都属于这一类：
- 伦巴底人
- 阿勒曼尼亞人
- 法蘭克人和圖林根人
- 撒克逊人
- 弗里西人
- 巴伐利亞人

## 神話
与北日耳曼神话以及盎格鲁-撒克逊神话相比，大陆日耳曼神話的例子极其零散。除了一些简短的古弗薩克铭文外，唯一真正的大陆日耳曼神話文献是來ˋ自於短篇的古高地日耳曼梅澤堡咒语。然而，异教神话元素在后来的文学作品中得到了保留，尤其是在中古高地德语史诗中，而且在德国、瑞士和荷兰的民间传说中也有所体现。

## 文本

### 中低地德语
- Ermenrichs Tod

### 古高地德语
- 希尔德布兰德之歌
- 穆斯皮利
- 梅泽堡咒语

### 中高地德语
- 尼伯龙根之歌
- 库德伦
- 韦兰
- 迪特里希·冯·伯尔尼